# Gustavo Cabrera
Gustavo Adolfo Cabrera Marroquín (ur. 13 grudnia 1979 w Santo Tomás de Castilla) – gwatemalski piłkarz grający na pozycji obrońcy.

## Kariera klubowa
Karierę piłkarską Cabrera rozpoczął w klubie CSD Comunicaciones z miasta Gwatemala. W 1995 roku zadebiutował w jego barwach w pierwszej lidze gwatemalskiej. W Comunicaciones występował do 2005 roku. W tym okresie trzykrotnie wywalczył mistrzostwo Gwatemali (1996/1997, 1997/1998, 1998/1999), dwukrotnie mistrzostwo fazy Apertura (1999/2000, 20022003) i dwukrotnie fazy Clausura (2000/2001, 2002/2003).
W 2005 roku Cabrera przeszedł do Real Salt Lake, grającego w amerykańskiej Major League Soccer. Przez 2 lata rozegrał w tym klubie 4 mecze. W 2006 roku wrócił do Comunicaciones. W 2008 roku został zawodnikiem duńskiego Aarhus GF, ale nie wystąpił w nim ani razu.
W 2009 roku Cabrera został piłkarzem CD Xelajú, a w 2010 roku przeszedł do CSD Municipal z Gwatemali.

## Kariera reprezentacyjna
W reprezentacji Gwatemali Cabrera zadebiutował 19 marca 2000 roku w wygranym 2:1 meczu eliminacji do Mistrzostw Świata 2002 z Belize. W swojej karierze czterokrotnie był powoływany do kadry na Złoty Puchar CONCACAF. W 2002 roku rozegrał 2 mecze w Złotym Pucharze CONCACAF 2002: z Meksykiem (1:3) i z Salwadorem (0:1).
W 2005 roku Cabrera trzykrotnie wystąpił w Złotym Pucharze CONCACAF 2005: z Jamajką (3:4), z Meksykiem (0:4) oraz z Republiką Południowej Afryki (1:1).
Z kolei w 2007 roku Cabrera zagrał w 4 meczach Złotego Pucharu CONCACAF 2007: ze Stanami Zjednoczonymi (0:1), z Salwadorem (1:0), z Trynidadem i Tobago (1:1) oraz ćwierćfinale z Kanadą (0:3).
W 2011 roku Cabrera został powołany do kadry na Złoty Puchar CONCACAF 2011.